# Llacuna del Carbón (Santa Cruz)
La Llacuna del Carbón és una depressió situada a la província de Santa Cruz. Aquesta té una altitud de 108 metres sota el nivell del mar. És la setena depressió més gran del planeta Terra. A més a més, aquest lloc és d'un gran interès paleontològic.